# Justin et la Légende des Chevaliers
 (octobre 2020).
Si vous disposez d'ouvrages ou d'articles de référence ou si vous connaissez des sites web de qualité traitant du thème abordé ici, merci de compléter l'article en donnant les références utiles à sa vérifiabilité et en les liant à la section « Notes et références ».
Pour plus de détails, voir Fiche technique et Distribution.
Justin et la Légende des Chevaliers est un film d'animation espagnol de fantasy humoristique réalisé par Manuel Sicilia, sorti en Espagne le 20 septembre 2013 et en France le 6 avril directement en dvd. C'est un dessin animé en images de synthèse, employant la technique du cinéma en relief, et adressé à un public enfantin ou familial.

## Synopsis
Justin est un jeune garçon qui vit dans un pays dont les chevaliers ont été bannis : le pays est désormais gouverné par des bureaucrates. Depuis l'enfance, Justin rêve de devenir l'un des Chevaliers du courage, comme son ancêtre Roland. Mais son père, Reginald, qui est Conseiller de la Reine, attend qu'il suive la même carrière que lui et devienne avocat. Afin de prendre une décision, Justin rend visite à sa grand-mère, Gran, qui lui raconte la véritable histoire de son grand-père Roland : il était le meilleur chevalier du royaume, jusqu'à son assassinat par l'un de ses compagnons d'armes, le perfide Sire Heraclio. Elle lui laisse alors deux possibilités, celle de devenir bureaucrate comme son père, soit chevalier comme son grand père. Justin décide alors de tout quitter, jusqu'à ses amies Abuela et Lara, et de s'enfuir pour devenir chevalier. 
Au cours de ses tribulations, il rencontre une jeune serveuse, Talia, qui surprend par ses talents de guerrière. Il a aussi affaire à Melquiades, un mage affecté de troubles de la personnalité au service de Sire Antoine, et au beau et fanfaron sire Clorex. 
Justin poursuit sa quête et arrive dans une abbaye où trois personnes, Blucher, Legantir et Braulio, acceptent de prendre en charge sa formation de futur chevalier. Le moine Braulio lui fait affronter un dragon qui n'est pas vraiment un dragon, mais un malheureux crocodile suspendu à une machine volante télécommandée équipée d'un lance-flammes. Blucher, lui, est un ancien Chevalier du courage, et lui prodigue un précieux entraînement au maniement des armes. Legantir, qui dirige l'abbaye, est versé dans les arts magiques et le surveille d'un œil sévère. 
Pendant ce temps, les ombres s'accumulent sur le royaume : sire Heraclio et son acolyte Sota lèvent une armée afin de mener un coup d'État contre la Reine.

## Fiche technique
- Titre original : Justin y la espada del valor
- Réalisation : Manuel Sicilia
- Scénario : Manuel Sicilia, Matthew Jacobs
- Musique originale : Ilan Eshkeri
- Studios de production : Kandor Graphics, Timeless Films, Ono, Aliwood Mediterráneo Producciones, Out Of The Box Feature
- Distribution : Sony Pictures Releasing (Espagne, sortie en salles)
- Pays :  Espagne
- Date de sortie :
  - Espagne : 20 septembre 2013
  - Belgique : 11 décembre 2013
  - France : 5 avril 2016[1] (VOD et DVD)

## Voix originales
- Freddie Highmore : Justin
- Saoirse Ronan : Talia
- Antonio Banderas : Sire Clorex
- Alfred Molina : Reginald
- Julie Walters : Gran
- Olivia Williams : la reine
- Mark Strong : Heraclio
- Charles Dance : Legantir
- Rupert Everett : Sota
- Angela Lansbury : la sorcière
- Tamsin Egerton : Lara
- James Cosmo : Blucher
- Barry Humphries : Braulio
- David Walliams : Melquiades
- Michael Culkin : Sebastian

## Voix françaises
- Benjamin Bollen : Justin
- Audrey Sablé : Talia
- Constantin Pappas : Sire Clorex
- Bernard Lanneau : Reginald (Père de Justin)
- Brigitte Virtudes : Gran (Grand-Mère de Justin)
- Céline Monsarrat : La Reine
- Jacques Frantz : Heraclio
- Vincent Violette : Sota
- Laurence Badie : La Sorcière
- Jennifer Fauveau : Lara
- Jean-Claude Donda : Legantir (Mentor de Justin)
- Michel Papineschi : Blucher (Mentor de Justin)
- Gilbert Levy : Braulio (Mentor de Justin)
- Jean-Claude Donda : Melquiades (Enchanteur)